# عرق سگی
عرق سگی یا عرق کشمش گونه‌ای از نوشیدنی‌های الکلی دست‌ساز ایران بوده‌است که از کشمش به دست می‌آید. عرق سگی معروفترین مون‌شاین در ایران بوده و مصرف‌کننده زیادی را دارد.

## درصد الکل
عرق سگی الکل بیشتری از انواع دیگر عرق داشته و سنگین‌تر است. میزان الکل به‌طور معمول بین ۴۵ تا ۵۵ درصد است. در قدیم به هر شیشهٔ کوچک آن به اصطلاح پنج سیری گفته می‌شد.

## نام‌گذاری
در سال‌های اولیه تأسیس میکده قزوین، یکی از محصولات آن به نام عرق میکده که از کشمش خالص تولید می‌شد و دارای درصد الکل بالاتری بود. همچنین تصویر یک سگ شکاری بر روی شیشه این نوع عرق چاپ شده بود.
الکل بسیار بالا و تصویر سگ شکاری بر روی شیشه این نوع عرق، باعث شد که در بین مصرف‌کنندگان آن، به مرور زمان نام عرق سگی مصطلح شود.

## استاندارد در ایران
در میان مشروبات الکلی موجود در بازار ایران، عرق کشمش دست‌ساز بیشترین درصد ناخالصی و غیر استاندارد بودن را به جهت وجود متانول دارد. یکی از دلایل این امر ممنوعیت تولید و فروش مشروبات الکلی در داخل ایران و نبودن استاندارد و نظارت بر تولید عرق کشمش و همچنین ناآگاهی از اصول صحیح کشیدن عرق کشمش، چه در مرحله تهیه مواد لازم، پروسه تخمیر اولیه، دمای کشیدن عرق و مفید انگاشتن اولین خروجی عرق از قابلمه تقطیر به عنوان سرگل که اصولاً متانول خالص می‌باشد چه بسا باعث مرگ و صدمات جبران ناپذیر به بدن، کوری شده‌است، زیرا در دمای ۶۶ درجه ابتدا متانول حاصل گشته و در دمای ۷۸٫۳۷ درجه اتانول یا همان عرق قابل مصرف استحصال می‌گردد، به همین دلیل با علم به این موضوع حداقل یک استکان از ابتدای عرق تقطیر را به دور می‌ریزند تا متانول آن را حذف کرده باشند (اتانول خوراکی با قرار گرفتن در معرض هیدروژن و اکسیژن می‌تواند به متانول تبدیل شود) و در ادامه با گذراندن عرق از زغال چوب نسبت به حذف رادیکالهایی آزاد و نیز دیگر ناخالصی‌ها اقدام می‌نمایند.
تشخیص متانول از اتانول به دلیل شباهت زیاد فرمولی و نزدیک بودن خواص فیزیکی و شیمیایی آن‌ها بسیار مشکل است. حتی وجود مقدار کم متانول در عرق کشمش و سایر مشروبات تقطیری همچنان مضر است. در عین حال تشخیص متانول خالص از اتانول خالص بسیار ساده‌تر از تشخیص متانول موجود در اتانول است. برخی روش‌های پیشنهادی مانند رنگ شعله نیز چندان قابل اطمینان نیست چون فرمول هر دو بسیار نزدیک به هم است هر دو می‌توانند به رنگ ابی روشن شوند و بسوزند در عین حال روش‌هایی مانند اکسایش با مفتول مسی و آزمایش یدوفرم برای تشخیص متانول با غلظت بالا و نیز برخی کیت‌ها برای تشخیص متانول مخلوط در اتانول وجود دارد.